# Heilig Kreuz (Kreuzberg)

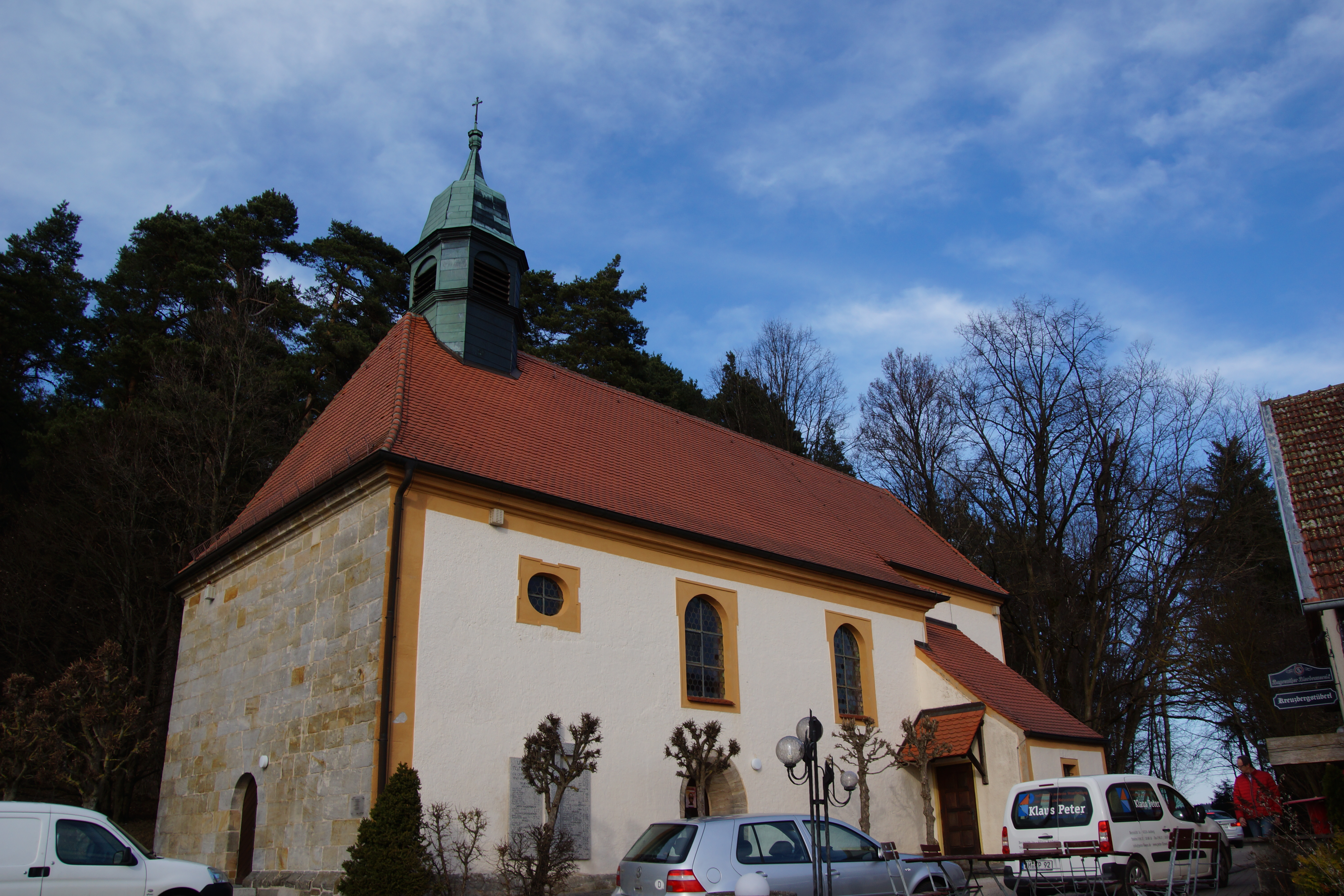
Heilig Kreuz in Kreuzberg

Die römisch-katholische, denkmalgeschützte Filialkirche Heilig Kreuz steht in Kreuzberg, im Außenbereich des Marktes Hahnbach im Landkreis Amberg-Sulzbach in der Oberpfalz. Die Kirche gehört zum Bistum Regensburg. Das Bauwerk ist unter der Denkmalnummer D-3-71-126-39 als Baudenkmal in die Bayerische Denkmalliste eingetragen.

## Beschreibung
Die Saalkirche aus teilweise verputztem Quadermauerwerk wurde 1725 errichtet und 1848 erweitert. Ihr Äußeres wurde 1963, ihr mit einer Flachdecke überspannter Innenraum 1967 restauriert. Sie besteht aus einem Langhaus, aus deren Walmdach sich im Westen ein achteckiger Dachreiter erhebt, der den Glockenstuhl beherbergt und der mit einer Glockenhaube bedeckt ist, und einem eingezogenen, dreiseitig geschlossenen Chor im Osten mit der Sakristei an seiner Südwand. 
Die Kirchenausstattung stammt aus der Erbauungszeit.